# Caledon (Sudáfrica)
Caledon es una ciudad localizada en la provincia Occidental del Cabo de Sudáfrica. Está situada en una región básicamente agraria cuya actividad más importante es la producción de cereal, además de una considerable producción ganadera. Geográficamente se encuentra en la región del Overberg, junto a la principal autopista de la costa sur, la N2, 120 kilómetros al este de Ciudad del Cabo. A la ciudad se la conoce por el Caledon Spa and Casino, sus colinas y el amarillo de sus campos de colza cuando llega la primavera. La ciudad disfruta un clima mediterráneo con veranos secos y calurosos e inviernos húmedos y fríos. Las temperaturas se ven afectadas por la cercanía del Atlántico Sur, al sur de las montañas Kleinriviers.

## Demografía
Según los datos del censo del año 2011, Caledon tenía una población de 13020 habitantes. El principal grupo étnico es el mestizo con un 70% de la población, seguido del blanco con 16% y el negro con 14%. El idioma mayoritario es el afrikáans, idioma materno de un 85.3% de la población.